# Typhlodromina
Typhlodromina es un género de ácaros perteneciente a la familia Phytoseiidae.

## Especies
El género contiene las siguientes especies:
- Typhlodromina conspicua (Garman, 1948)
- Typhlodromina eharai Muma & Denmark, 1969
- Typhlodromina musero (Schicha, 1987)
- Typhlodromina subtropica Muma & Denmark, 1969
- Typhlodromina tropica (Chant, 1959)